# Панатинаикос (стадион)
«Панатинаико́с» (греч. Παναθηναϊκό Στάδιο, дословно — «Стадион „Панатинаико“»), также разг. «Калима́рмаро» (греч. Καλλιμάρμαρο или Καλλιμάρμαρος, дословно — «Прекрасный мрамор») — построенный в античные времена греческий стадион, на котором в 1896 году были проведены первые в современной истории Олимпийские игры.
Стадион использовался для проведения прообраза современных Олимпийских игр 1870 года и не работал до Олимпиады 1896 года, когда через финансовую помощь Георгиоса Авероффа он был восстановлен в белом мраморе.
Стадион в Афинах — единственный в мире, целиком построенный из белого пентелийского мрамора. Расположен в районе Калимармаро, восточнее Выставочного зала «Заппион» и Национального сада.

## История

### Античные времена

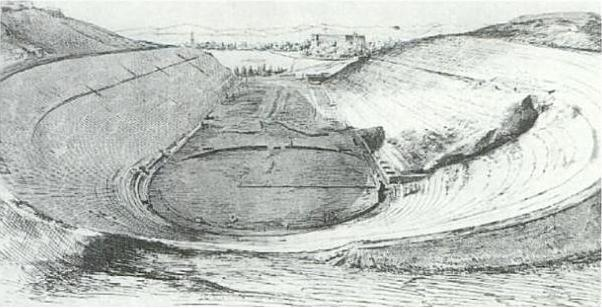
Раскопки стадиона (зарисовка около 1870 года)

Местом для строительства стадиона была выбрана лощина между холмом Ардетт и рекой Илисос, вблизи города Афины. Это была частная земля, но её владелец Дейниас передал её городу под постройку стадиона. Земляные работы превратили лощину в площадку с признаками греческого стадиона: со входом на одной стороне и сиденьями для зрителей на трёх склонах. Когда в 338 году до н. э. оратор Ликург стал заведовать финансами города, он внёс значительный вклад в строительство, в том числе стадиона. По свидетельствам Плутарха, относящимся ко во второй половине IV в. до н. э., «[м]ногие сооружения, принятые им незаконченными, он достроил; так, например верфи и оружейную палату. Ликург обнёс Панафинейский стадий [опорной] стеной, закончив её, и выровнял лощину [где он был расположен]…».
Первые соревнования на стадионе были проведены в 330/29 году до н. э. во время празднования Большой Панафинеи, посвящаемой покровительнице города, богине Афине. Значительное расширение и обновление стадиона состоялось в период Герода Аттика в 139—144 гг. Стадион приобрёл форму удлиненной подковы и 50 000 мраморных сидений, был построен мраморный мост через Илисос для доступа из города к стадиону, на вершине Ардетта построен храм Тюхе со статуей в хрисоэлефантинной технике.

### Восстановление стадиона

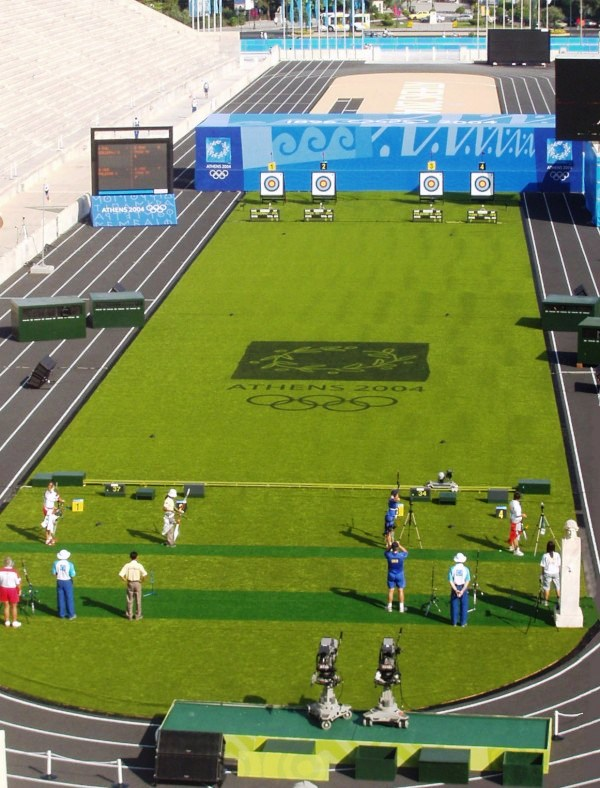
Соревнования по стрельбе из лука на Олимпиаде 2004 прошли именно на Панатинаикосе

Остатки древней постройки были раскопаны и восстановлены в середине XIX века на средства греческого патриота Евангелиса Заппаса. При его поддержке на стадионе были проведены Олимпийские соревнования 1870 и 1875 годов.
Второй масштабный этап работ был осуществлён в 1895 году для проведения первых современных Олимпийских игр при финансовом содействии Георгиоса Авероффа (его мраморная статуя сейчас стоит у входа). Пожертвования были сделаны по запросу наследника принца Константина. Ответственными за проект были архитекторы Анастасиос Метаксас и Эрнст Зиллер. Поскольку стадион в современном виде построен лишь в начале возрождения Олимпийских игр, он был построен по старой модели (в частности, его беговые дорожки не соответствуют современным принятым стандартам). Стадион из 50 горизонтальных мраморных рядов вмещает около 80 000 болельщиков.
До середины XX века река Илиссос протекала прямо перед входом на стадион. В период весеннего половодья реки часто случались паводки, поэтому эта местность получила название «Лягушачий остров». Позднее она была спрятана под проспектом Василия Константина.